# Matsvinn
Matsvinn eller livsmedelssvinn är livsmedel eller ingredienser till det som kastats i onödan när det istället hade kunnat konsumeras av människor. Matsvinn förekommer i hela ledet från produktion till konsument.
Storleksordningen av matsvinnet är lika stort i medelinkomstländer och höginkomstländer (2021).

## Matsvinn i olika delar av produktionskedjan

### Hushåll, restauranger, storkök och catering
I detta led räknas inte till exempel äggskal eller plommonkärnor in, eftersom det normalt inte konsumeras. Hushållens matsvinn i Sverige uppgår enligt officiella uppgifter till 28 kilo per person och år (2012). Det inkluderar inte flytande livsmedel som hälls ut i avlopp och vask som uppgår till 26 kilo per person och år (2014). Det egentliga värdet på svenska hushålls genomsnittliga matsvinn är därmed 54 kilo per person och år.

### Detaljhandel och grossister
I detta led ingår även delar som inte kan ätas, eftersom hela livsmedlet hade sålts om det hanterats rätt. Exempel på detta är ägg eller plommon, där även äggskalet och plommonkärnan räknas som svinn.

### Industri
I detta led räknas även ingredienser till livsmedel och även de delar som inte kan ätas, till exempel ägg, där även äggskalet räknas som svinn.

### Primärproduktion
Inom primärproduktionen, exempelvis bondgårdar, räknas matsvinn som livsmedel som hade kunnat konsumeras av människor i senare led men som inte tas till vara. Exempel på detta är när grödor inte skördas eller säljs av ekonomiska anledningar. I detta led ingår även delar som inte kan ätas, till exempel plommon, där även kärnan räknas som svinn.

## Effekt
Mat som slängs har en mycket större påverkan på klimatet än flyg och fartygsfrakt tillsammans. Matsvinn beräknas stå för mellan 8 % och 10 % av de växthusgaser som människor släpper ut (2021).